# Bakuto
Un bakuto (博徒?) era un jugador itinerante japonés, existentes desde comienzos del siglo VIII hasta mediados del siglo XX. Junto al gremio de los Tekiya (vendedores ambulantes), fueron los antecesores de las modernas bandas criminales japonesas conocidas como yakuza.

## Historia
Los bakuto ejercían sus artes en los pueblos y rutas del Japón feudal, jugando juegos tradicionales tales como el hanafuda y los dados. En general eran marginados sociales de diversos orígenes, que vivían fuera de las leyes y normas de la sociedad. Sin embargo, durante la era Tokugawa, en ocasiones eran contratados por los gobiernos locales para jugar con los trabajadores y extraerles el salario, a cambio de un porcentaje de las ganancias.
Los bakuto generalmente operaban en pequeños garitos de apuestas situados a las afueras de los pueblos o en los barrios marginales de las ciudades, sitios donde no fueran importunados por las autoridades. Se cree que la práctica yakuza de cortar dedos tiene su origen en el castigo que aplicaban los bakuto a sus deudores.
Era común que los bakuto adornaran su cuerpo con elaborados tatuajes, que eran lucidos por el jugador sin camisa durante un juego de cartas o dados. Esta costumbre dio origen a la tradición de los yakuza de tatuarse todo el cuerpo.
Con el tiempo los bakuto se organizaron en grupos y expandieron a otro tipo de actividades como la usura, sentando parte de las bases para la yakuza moderna (el otro grupo de itinerantes que aportó a la yakuza fueron los tekiya o vendedores ambulantes).
Hasta mediados del siglo XX, algunas organizaciones yakuza que se dedicaban principalmente al juego se identificaban a sí mismos como grupos bakuto. Pero esta práctica fue cayendo en desuso, y la mayoría fueron absorbidos por sindicatos yakuza más grandes y diversos. Por ejemplo, los Honda-kai eran un grupo bakuto originario de Kōbe. que formó una alianza luego de la Segunda Guerra Mundial con los Yamaguchi-gumi, para luego ser absorbidos por la organización más grande.
Un ejemplo ficticio de un bakuto sería Zatōichi, el jugador ciego que aparece en numerosas películas japonesas.